# 1970년 세계 박람회

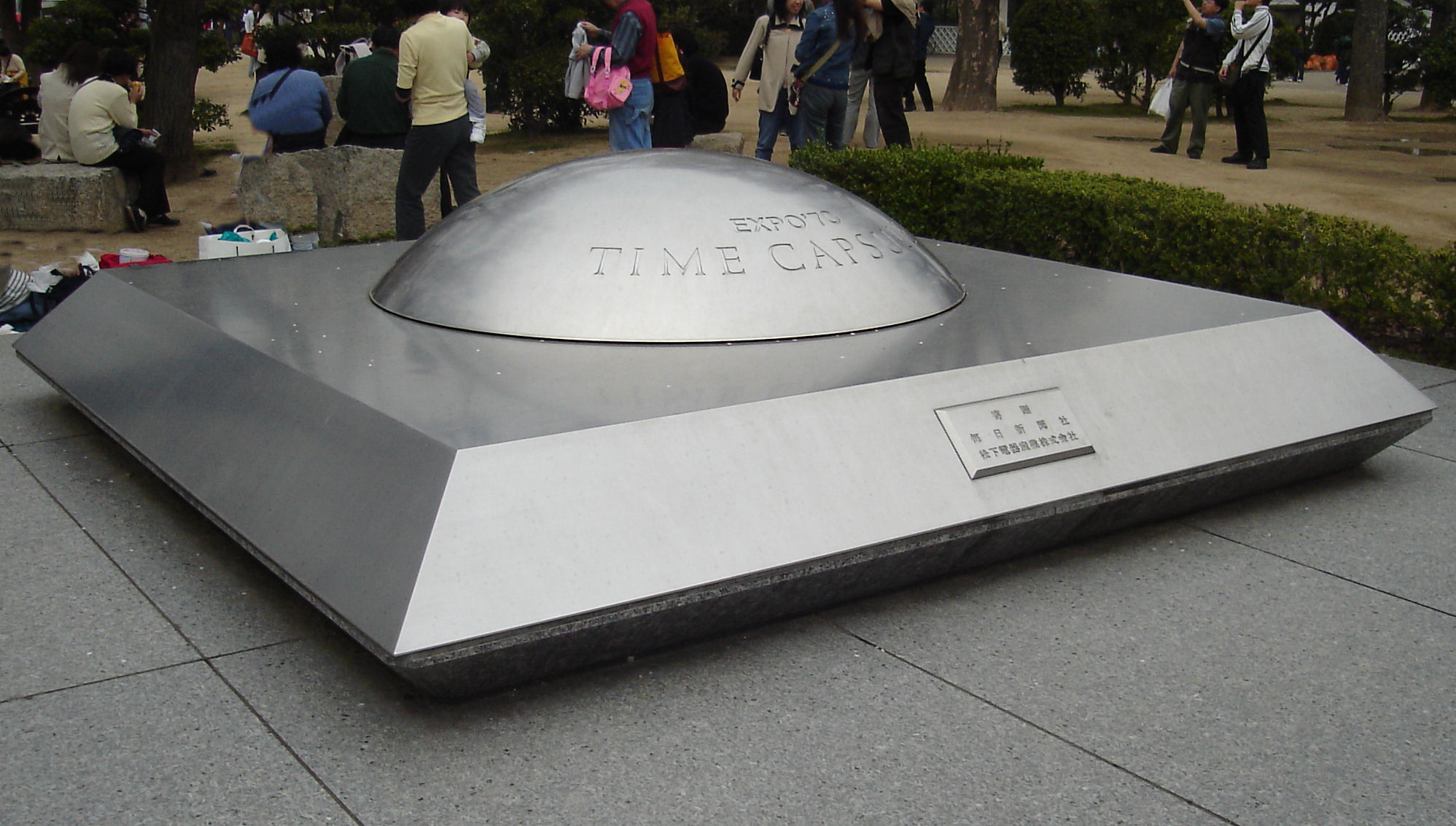
오사카 세계 박람회 타임캡슐,

1970년 세계 박람회, 공식 명칭 일본 만국 박람회(일본어: 日本万国博覧会 니혼반코쿠하쿠란카이[*])는 1970년 3월 14일부터 9월 13일까지 일본 오사카에서 개최되었다. 상징물은 태양의 탑이며 흔히 줄여서 오사카 만박이라고 불렀다. 반 년간의 총 입장자 수는 6,421만명으로 집계되었다.
만박은 1964년 하계 올림픽과 함께 1960년대 일본의 빠른 경제 성장을 상징하는 행사였으며, 일본이 선진국 대열에 합류하였음을 과시하는 행사였다.
가장 인기 있었던 전시물은 미국관에 있었던, 1969년 아폴로 11호가 달에서 가져온 월석이었다.

## 대중 문화에 끼친 영향
- 짱구는 못말려의 9번째 극장판인 어른제국의 역습은 1970년 오사카 엑스포를 모델로 한 20세기 박물관이 등장한 바 있다.
- 우라사와 나오키의 일본 만화 20세기 소년에서는 1970년 만국 박람회가 내용 전개상 중요한 매개체가 되었다.
- 아즈망가 대왕의 작가인 아즈마 기요히코는 아즈망가 대왕의 출간 10주년을 기념하는 책인 오사카 만박을 2009년에 출간하였다.

## 같이 보기
- 반파쿠 기념공원
- 엑스포랜드
- 2025년 세계 박람회